# Glass Beach (banda)
Glass Beach es una banda estadounidense de indie rock de Los Ángeles. Su música ha sido descrita como "rock indie pesado", mezclando influencias que incluyen punk rock, math rock y jazz de mediados de siglo. Citan algunas de sus influencias musicales como Jeff Rosenstock, They Might Be Giants y The Brave Little Abacus.
La formación y la música de la banda están estrechamente vinculadas a las comunidades de Internet y, según The Washington Post, ha "desarrollado un culto de seguidores en línea". A principios de 2020, Los Angeles Times predijo que la banda "probablemente no tocará en lugares acogedores como All Star Lanes por mucho más tiempo".

## Historia
En 2015, la cantante McClendon (conocida profesionalmente como j) se mudó a Los Ángeles, California desde su ciudad natal de Burleson, Texas, donde surfearon en sofá y trabajaron en su proyecto en solitario, Casio Dad. Durante este tiempo lanzaron un EP titulado He's Not With Us Anymore. Poco después, mientras asistían a la Universidad Morris de Minnesota, sus amigos cercanos Jonas Newhouse y William White escucharon una canción del nuevo EP de McClendon en la estación de radio de su escuela e inmediatamente encontraron interés en la artista. El trío rápidamente se hizo amigo, y pronto Newhouse y White se unieron a McClendon en Los Ángeles para vivir juntos y formar Glass Beach. Durante los siguientes tres años, el grupo trabajó diligentemente en su primer álbum, The First Glass Beach Album, que debutó el 18 de mayo de 2019 bajo Run for Cover Records.
Tras el lanzamiento del álbum, el músico y artista Layne Smith se unió al grupo como guitarrista de la banda después de unirse por Dungeons & Dragons, e inmediatamente se puso a trabajar desarrollando el sonido en vivo de la banda y se convirtió en un miembro clave del grupo.
La banda lanzó varios sencillos y un álbum de remezclas después de The First Glass Beach Album, muchos de ellos inicialmente en Bandcamp. Estos incluyeron "running", escrito originalmente para Bill & Ted Face the Music antes de que fuera eliminado de la película y lanzado en 2020. La banda lanzó una versión de "classic j dies and gone to hell", una canción de su primer álbum, en celebración de que la canción logró 1 millón de reproducciones en Spotify. Cubrió "Beach Life-In-Death" de Car Seat Headrest en enero de 2021, así como "Welcome to the Black Parade" de My Chemical Romance en julio del mismo año, para el Mes del Orgullo. El álbum de remezclas, con Bartees Strange, Skylar Spence, Ska Tune Network y Dogleg, también se lanzó en 2021.
El 27 de septiembre de 2023, Glass Beach lanzó un juego de realidad alternativa alojado en su sitio web que culminó con la revelación del nombre de su segundo álbum Plastic Death, su fecha de lanzamiento en enero de 2024 y su lista de canciones.

## Miembros
- J McClendon - Voz principal,  guitarra rítmica (2015-presente)
- Rick Schneider - Guitarra principal, guitarra rítmica (2015-presente)
- Jonas Newhouse - bajo (2015-presente)
- William White - Batería (2015-presente)

## Discografía
Álbumes de estudio
- The First Glass Beach Album (2019)
- Plastic Death (2024)

Álbumes de re-mezcla
- Alchemist Rats Beg Bashful (Remixes) (2021)

Sencillos
- "Running" (2020)[15]
- "Classic J Dies and Gets a Million Streams on Spotify" (2020)[16]
- "1015" (2020)[17]
- "Beach Life in Death" (2021)[18]
- "Welcome to the Black Parade" (2021)[19]
- "The CIA" (2023)[20]
- "Rare Animal" (2023)